# رز ماگرز
رز ماگرز (انگلیسی: Rose Magers؛ زادهٔ june ۲۵, ۱۹۶۰ (۶۴ سال)) بازیکن والیبال اهل ایالات متحده آمریکا است.